# Jóhanna Guðrún Jónsdóttir
Jóhanna Guðrún Jónsdóttir, znana także jako Yohanna (ur. 16 października 1990 w Kopenhadze) – islandzka piosenkarka.
Zdobywczyni drugiego miejsca dla Islandii w 54. Konkursie Piosenki Eurowizji (2009).

## Życiorys
Urodziła się w Kopenhadze. W wieku dwóch lat przeprowadziła się z rodzicami do Reykjavíku, a sześć lat później do Hafnarfjörður. Wówczas zaczęła karierę sceniczną, biorąc udział w konkursie piosenki, podczas którego została dostrzeżona przez nauczycielkę śpiewu Maríę Björk, z którą nawiązała współpracę. W 2000, w dniu swoich dziesiątych urodzin wydała debiutancki album studyjny pt. Jóhanna Guðrún 9, na którym znalazły się największe przeboje muzyki pop przetłumaczone na język islandzki. W 2001 wydała drugi album studyjny pt. Ég sjálf, a rok później – świąteczną płytę pt. Jól með Jóhönnu. Po wydaniu trzech albumów zdecydowała się na kilkuletnią przerwę w działalności artystycznej, w tym czasie szkoliła swoje umiejętności wokalne w studiu muzycznym.

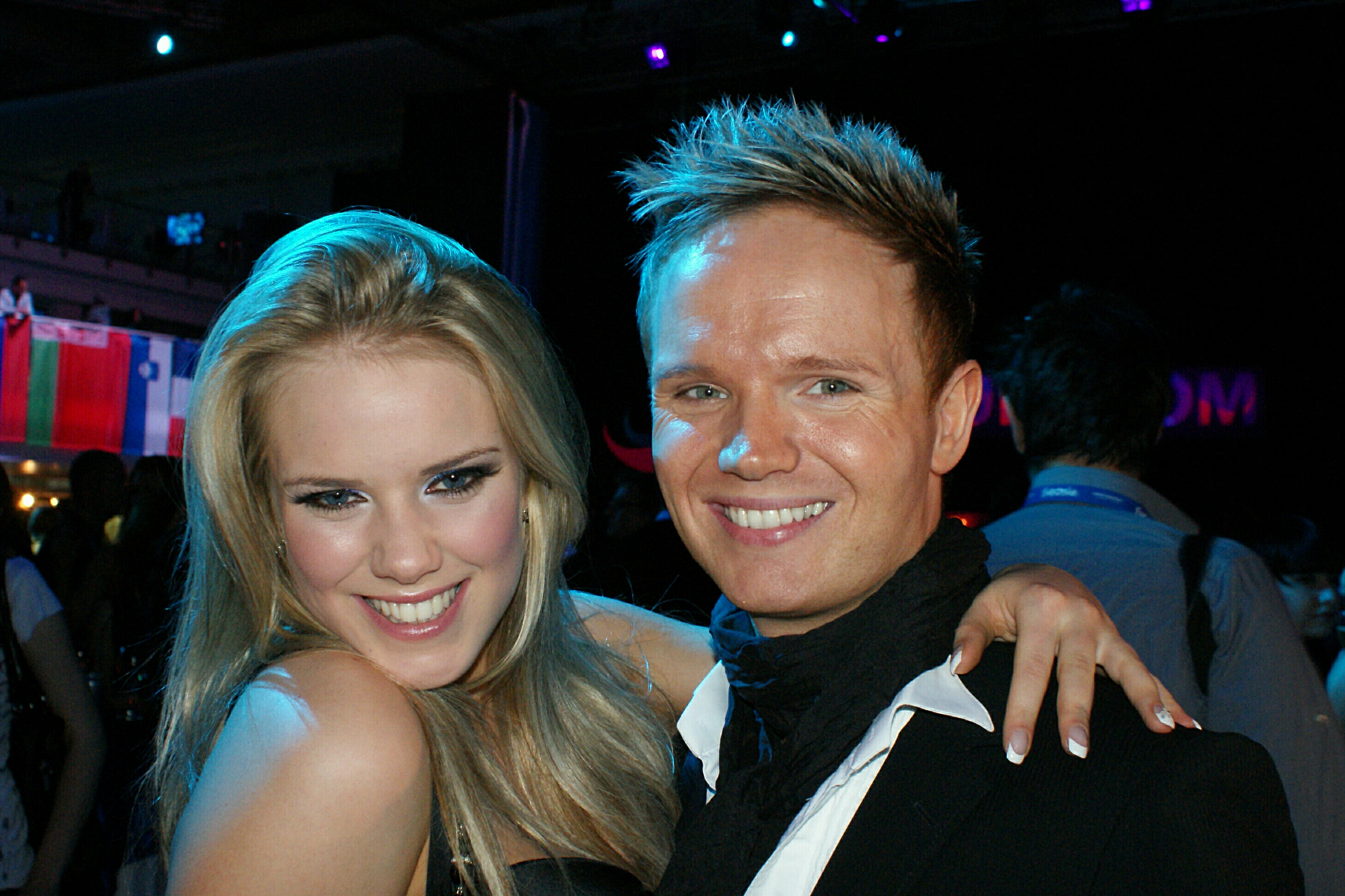
Yohanna i Friðrik Ómar podczas imprezy eurowizyjnej organizowanej w Moskwie, maj 2009

W 2008 wyjechała do Danii, gdzie zaczęła pracę nad materiałem na czwarty album studyjny, nad którym współpracowali z nią angielski autor piosenek Lee Horrocks i dźwiękowiec Thomas Yezzi. Album pt. Butterflies and Elvis ukazał się w Islandii i Szwecji na początku 2008 i promowany był przez singiel „I Miss You”. W tym czasie menedżerką piosenkarki została Maria Björk Sverrisdóttir.
W lutym 2009 z utworem „Is It True?” zwyciężyła w programie Söngvakeppni Sjónvarpsins 2009, zostając reprezentantką Islandii w 54. Konkursie Piosenki Eurowizji w Moskwie. 11 maja wystąpiła gościnnie z piosenką „The Winner Takes It All” podczas koncertu upamiętniającego zwycięstwo zespołu ABBA w finale 19. Konkursu Piosenki Eurowizji w 1974. 12 maja wystąpiła jako dwunasta w kolejności w pierwszym półfinale Eurowizji i zdobyła 174 punkty, dzięki czemu z pierwszego miejsca awansowała do finału konkursu. W finale zaśpiewała z siódmym numerem startowym i otrzymała w sumie 218 punktów (w tym maksymalne noty z trzech krajów), dzięki czemu zajęła drugie miejsce. Po finale konkursu singiel „Is It True?” zdobył tytuł „piosenki dekady” w plebiscycie portalu ESCToday.com.
W styczniu 2011 z utworem „Nótt” autorstwa Hallgrímura Óskarssona zajęła drugie miejsce w finale programu Söngvakeppni Sjónvarpsins 2011. W styczniu 2013 z utworem „Þú” autorstwa Davíða Sigurgeirssona wystąpiła w półfinale programu Söngvakeppnin 2013, jednak nie zakwalifikowała się do finału. W 2018 w parze z Maksimem Pietrowem zwyciężyła w finale pierwszej edycji programu Allir geta dansað. W maju 2020 wystąpiła w projekcie Eurovision Home Concerts.

## Życie prywatne
W 2018 poślubiła wieloletniego narzeczonego, kompozytora i muzyka Davíða Sigurgeirssona. Mają dwoje dzieci. Mieszkają w Norwegii.

## Dyskografia

### Albumy studyjne
- Jóhanna Guðrún 9 (2000)
- Ég sjálf (2001)
- Jól með Jóhönnu  (2002)
- Butterflies and Elvis (2008)

### Single
| 2009                           | „Is It True?”       | 1  | 23 | 16 | 4 | 28 | 3 | 2 | 9 | 49 | Butterflies and Elvis |
| 2009                           | „I Miss You”        | 18 | –  | –  | – | –  | – | – | – | –  | Butterflies and Elvis |
| 2011                           | „Nótt”/„Slow Down”  | 3  | –  | –  | – | –  | – | – | – | –  | –                     |
| 2011                           | „Really Over”       | –  | –  | –  | – | –  | – | – | – | –  | –                     |
| 2012                           | „Indian Rope Trick” | –  | –  | –  | – | –  | – | – | – | –  | Butterflies and Elvis |
| 2012                           | „Coming Home”       | –  | –  | –  | – | –  | – | – | – | –  | –                     |
| 2013                           | „Þú”                | –  | –  | –  | – | –  | – | – | – | –  | –                     |
| „–” pozycja nie była notowana. |                     |    |    |    |   |    |   |   |   |    |                       |